# Arnstädter Gemeindechoräle

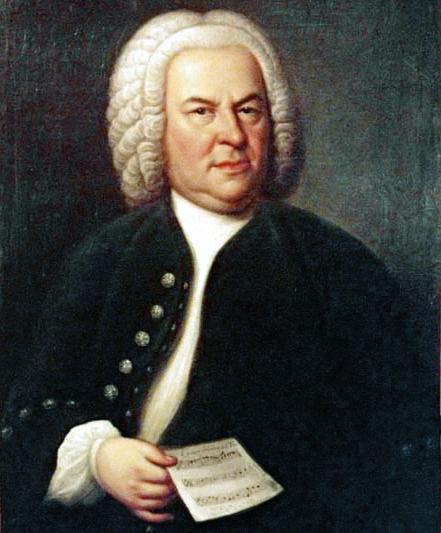
Johann Sebastian Bach.

Con Arnstädter Gemeindechoräle (in tedesco, "corali della comunità di Arnstadt") ci si riferisce a sei brevi composizioni per organo di Johann Sebastian Bach.

## Storia e struttura
Si tratta dell'armonizzazione a quattro voci, in forma di corale, di sei famose melodie tradizionali luterane:
- Allein Gott in der Höh sei Ehr BWV 715.
- Gelobet seist du, Jesu Christ BWV 722.
- Herr Jesu Christ, dich zu uns wend BWV 726.
- In dulci jubilo BWV 729.
- Lobt Gott, ihr Christen allzugleich BWV 732.
- Von Himmel hoch, da komm ich her BWV 738.

Fra un versetto e l'altro Bach inserì anche alcuni brevi passaggi virtuosistici, a mo' di toccata. I brani non riportano alcuna data, ma sono certamente ascrivibili al periodo giovanile del compositore. Il carattere estremamente audace, l'arditezza dell'armonia e la presenza di elementi toccatistici fa supporre, da parte di alcuni studiosi, che questi corali possano essere in qualche modo legati al procedimento disciplinare intentato nel 1706 dal Concistoro di Arnstadt contro Bach, accusato di eseguire «bizzarre variazioni sui corali» e di mescolarvi «armonie estranee, a tal punto da confondere i fedeli».
Altri studiosi, invece, sostengono che la versione definitiva sia più tarda, risalente a dopo il 1708, ma non escludono che i pezzi, in forma embrionale, possano essere apparsi anche prima. L'inconsuetezza della progressioni cromatiche, che rende i brani poco adatti ad accompagnare il canto, potrebbe anche suggerire l'ipotesi che queste composizioni siano meri esercizi sulle potenzialità dell'armonia. A supporto di questa tesi è l'esistenza di alcune versioni semplificate degli stessi pezzi (numerate BWV 722a, 729a e 732a), più adatte all'accompagnamento dell'assemblea dei fedeli.
I manoscritti originali bachiani sono perduti e i corali arrivarono al XXI secolo attraverso alcune copie di altri organisti: il manoscritto dei BWV 715 e 726 è di Johann Peter Kellner ed è databile a dopo il 1727, mentre il manoscritto dei BWV 722, 729, 732, 738 è di Johann Tobias Krebs e risale a dopo il 1710.